# Điện tử tiêu dùng
Điện tử tiêu dùng hay điện tử gia dụng là thuật ngữ khái quát để chỉ các thiết bị điện tử dành cho sử dụng cá nhân hoặc gia đình, với mục đích phục vụ nhu cầu sinh hoạt, giải trí hoặc thông tin liên lạc cá nhân .
Điện tử tiêu dùng bao gồm các thiết bị được sử dụng cho giải trí, như máy thu thanh, TV màn hình phẳng, đầu DVD, phim DVD, iPod, video game, xe hơi điều khiển từ xa,... và thiết bị truyền thông như điện thoại, điện thoại di động, máy tính xách tay có khả năng nối mạng,... hoặc phục vụ các các hoạt động khác như máy tính để bàn, máy in, máy hủy giấy,....
Trong tiếng Anh tại Anh Quốc, chúng thường được các nhà sản xuất và người bán gọi là "hàng hoá nâu" , để phân biệt chúng với "hàng hoá trắng" như máy giặt và tủ lạnh. Trong những năm 2010, sự phân biệt này không phải lúc nào cũng rõ ràng, như Best Buy bán cả hàng giải trí, truyền thông, và các thiết bị văn phòng gia đình và các thiết bị nhà bếp như tủ lạnh. Các cửa hàng điện tử tiêu dùng khác với các cửa hàng âm thanh chuyên nghiệp, trước đây bán thiết bị điện tử tiêu dùng cho mục đích sử dụng riêng, trong khi đó các thiết bị điện tử chuyên nghiệp được thiết kế cho các kỹ sư âm thanh và kỹ thuật viên âm thanh sử dụng.